# Морська авіація України
Морська авіація України — рід сил у складі Військово-Морських Сил Збройних Сил України.
На момент створення у 1992 році складалась з ракетоносної, штурмової, винищувальної, протичовнової, пошуково-рятувальної, транспортної і спеціальної авіації.
У 2012 році у складі ВМС ЗС України залишилась тільки одна морська авіаційна бригада, що дислокувалася в смт Новофедорівці поблизу м. Саки. Бригада складалась з двох ескадрилій: морської авіаційної та морської вертольотної. У морській авіації ВМС ЗС України відсутні бойові реактивні літаки. Останні штурмовики Су-25 при реформуванні були передані до складу ПС ЗС України. На ПС ЗС України також було покладено завдання з протиповітряної оборони Севастопольської бухти і пункту базування ВМС ЗС України.
У березні 2014 року авіаційна техніка була переведена на запасний аеродром ПС ЗС України біля м. Миколаєва, а авіабаза в смт. Новофедорівці - була захоплена російськими військами і включена до складу Чорноморського флоту ВМФ РФ.

## Історія
Після проголошення Незалежності України, проблема розподілу Чорноморського флоту, а з ним і розділ морської авіації ЧФ СРСР, була однією з основних в українсько-російських відносинах. Процес розділу флоту був складним, оскільки РФ не бажала йти на будь-які поступки щодо прагнень української сторони створити власні морські сили, відповідно до внеску УРСР у формування радянського флоту. Остаточний розподіл ЧФ відбувся у 1998 році, після чого у складі морської авіації ВМС ЗС України опинилися досить сучасні зразки авіаційного озброєння - винищувачі МіГ-29, прототипи палубних винищувачів Су-33 - Т-10К, стратегічні ракетоносці Ту-22М та протичовнові літаки дальньої дії Ту-142, а також інші бойові літаки та вертольоти.
Проте, поступово роль морської авіації ВМС ЗС України була суттєво зменшена, з її складу виведено всі винищувачі, штурмовики та бомбардувальники-ракетоносці. Частина з цих літаків була переведена до складу ПС ЗС України, а інша частина - порізана на металобрухт або законсервована.
У 1993 році 2 вертольоти морської авіації Ка-27 555-го окремого протичовнового вертолітного полку брали участь у гуманітарній місії в Грузії.

### Дислокація у 1992 році
| Назва                                                                      | Базування                                                              | Озброєння                                                                      | Зауваження |
| -------------------------------------------------------------------------- | ---------------------------------------------------------------------- | ------------------------------------------------------------------------------ | --- |
| 33-й центр бойової підготовки і перепідготовки льотного складу авіації ВМФ |                                                                        |                                                                                | |
| 540-й інструкторсько-дослідницький морський ракетоносний авіаційний полк   | Миколаїв                                                               | 18 Ту-22М2, 1 Ту-134УБК і 21 Ту-16                                             | |
| 555-й інструкторсько-дослідницький протичовновий змішаний авіаційний полк  | Очаків                                                                 | Ка-27, 4 Ка-29, 2 Іл-38                                                        | Розформовано у 2004 році. |
| 316-та окрема протичовнова авіаційна ескадрилья                            | Миколаїв                                                               | 3 Бе-12, 4 Ту-142МЗ                                                            | |
| 278-ма окрема авіаційна ескадрилья                                         | Миколаїв                                                               | 3 Іл-62м, 3 Іл-62, 1 Ту-154б2, 2 Ту-134, 1 Ту-134УБК, 2 Ан-26, 1 Ан-24, 1 Ан-2 | |
| 1063-й центр бойового застосування корабельної авіації                     |                                                                        |                                                                                | |
| 100-й окремий корабельний винищувальний авіаційний полк                    | Саки                                                                   | 10 Су-27, 6 Су-27УБ, 12 МіГ-29, 6 МіГ-29УБ, 6 Су-25, 2 Су-25УБ, 5 Су-25УТГ     | в\ч А-2940 переформовано у 2000 році |
| 299-й інструкторсько-дослідницький корабельний авіаційний полк             | Саки                                                                   | 36 Су-25,                                                                      | У 2003 році перейменовано у 299-ту авіаційну бригаду. У 1994 році 2 українських Су-25УТГ обміняли на російські Су-25УБ зі складу 279-го корабельного винищувального авіаполку. Останні 2 українські Су-25УТГ були продані КНР (2007 рік) і США через Естонію (2011 рік). |
| Державний авіаційний науково-випробувальний центр Збройних Сил України     | Державний авіаційний науково-випробувальний центр Збройних Сил України | Державний авіаційний науково-випробувальний центр Збройних Сил України         | Єдиний випробувальний полігон на території колишнього СССР, на якому проходили випробування літаки морського призначення. Знаходиться біля смт. Кіровське. |

### Морська авіація Чорноморського флоту
28 травня 1997 року, було підписано «Угоду між Російською Федерацією і Україною про параметри розподілу Чорноморського флоту», у результаті якої Україна отримала 20 Ту-22М3, 12 Ту-22 (7 Ту-22Р, 3 Ту-22У, 2 Ту-22ПП), 11 Бе-12 (10 Бе-12ПЛ, 1 Бе-12ПС), 3 Ан-12 (1 Ан-12Т, 2 Ан-12РР), 5 Ан-26, 1 Ан-24, 23 Су-17 (20 Су-17м3, 3 Су-17УМ), 4 Ан-2, 11 Ту-16 (8 Ту-16К, 3 Ту-16СПС), 28 Ка-25 (18 Ка-25ПЛ, 2 Ка-25БШЗ, 2 Ка-25Ц, 3 Ка-25ПН, 3 Ка-25У), 2 Ка-27Е, 26 Мі-14 (20 Мі-14ПЛ, 3 Мі-14ПС, 3 Мі-14БТ) та 12 Мі-8.
| Назва                                                                                                | Базування     | Озброєння                          | Зауваження |
| --- | ------------- | ---------------------------------- | --- |
| 5-й гвардійський ракетоносний Констанцський ордена Вітчизняної війни авіаційний полк                 | Вільне        | Ту-22М3, Ту-16СПС/Е                | Розформований у 1994 році.                                                                                     |
| 124-й морський ракетоносний авіаційний полк                                                          | Гвардійське   | Ту-16                              | Розформований у 1990 році.                                                                                     |
| 943-й морський ракетоносний Констанцський Червонопрапорний авіаційний полк                           | Жовтневе      | Ту-22М3, Ту-22Р, Ту-16             | Розформований у 1996 році.                                                                                     |
| 30-й окремий морський розвідувальний Севастопольський Червонопрапорний авіаційний полк               | Новофедорівка | Ту-22Р, Ту-22У, Ту-22П             | Розформований у 1993 році.                                                                                     |
| 43-й авіаційний полк Севастопольський Червонопрапорний ордена Кутузова винищувачів бомбардувальників | Гвардійське   | 40 Су-17М3, 5 Су-17УМ              | Увійшов до складу Чорноморського флоту ВМФ Росії.                                                              |
| 917-й окремий транспортний авіаційний полк                                                           | Кача          | Ан-2, Ан-12, Ан-24, Ан-26          | Розформований у 1996 році.                                                                                     |
| 318-й окремий протичовновий Констанцський Червонопрапорний авіаційний полк                           | Донузлав      | Ан-26, Бе-12                       | Увійшов до складу Чорноморського флоту ВМФ Росії. У 1995 році перебазований у Качу. Розформований у 2009 році. |
| 78-й окремий корабельний протичовновий гелікоптерний полк                                            | Донузлав      | Ка-25, Ка-27                       | Розформований у 1995 році.                                                                                     |
| 872-й окремий корабельний протичовновий гелікоптерний полк                                           | Кача          | Ка-25, Мі-14, Ка-27, Ка-29, Мі-8/9 | Увійшов до складу Чорноморського флоту ВМФ Росії.                                                              |
| 859-й навчальний центр морської авіації                                                              | Кача          | Мі-14, Ка-25, Ка-28                | Увійшов до складу Чорноморського флоту ВМФ Росії. Перебазований у Єйськ у 2009 році.                           |

### Формування
18 жовтня 1993 року, в смт Новофедорівці, на фондах 1063 Центру бойового застосування корабельної авіації ВМФ колишнього СРСР було сформовано Командування авіації Військово-Морських Сил України, надалі – Управління морської авіаційної групи, управління морської авіації та протиповітряної оборони Командування Військово-Морських Сил Збройних Сил України.

## Сучасна організація
| Позначення формування           | Оснащення і озброєння                                         | Місце базування            |
| ------------------------------- | ------------------------------------------------------------- | -------------------------- |
| Морська авіаційна ескадрилья    | 3 Ан-2Т, 2 Ан-26, 4 Бе-12                                     | А1688 (А1100), м. Миколаїв |
| Морська гелікоптерна ескадрилья | 3 Ка-27, 3 Ка-29, 3 Мі-14ПЛ, 4 Мі-8МСБ-В, 1 Мі-14ПС, 1 Ка-226 | А1688 (А1100), м. Миколаїв |
| Морська безпілотна ескадрилья   | 3 Bayraktar TB2                                               | А1688 (А1100), м. Миколаїв |

## Командування
- (2009-2017) генерал-майор Василь Черненко (льотчик 1-го класу)

## Бойовий склад

### На озброєнні
Дані про техніку і озброєння Морської авіації ВМС України наведені станом на лютий 2021 року
| Зображення          | Тип                      | Виробництво     | Призначення                                   | Кількість | Зауваження |
| Літаки              | Літаки                   | Літаки          | Літаки                                        | Літаки    | Літаки |
| ------------------- | ------------------------ | --------------- | --------------------------------------------- | --------- | --- |
|                     | Ан-26                    | СРСР            | транспортний літак                            | 2         | |
|                     | Бе-12                    | СРСР            | протичовновий літак                           | 2         | в ремонті |
|                     | Ан-2                     | СРСР            | транспортний літак                            | 3         | 31 жовтня 2019 року, Єгор Шишкін передав 10-ій окремій морській авіаційній бригаді літак Ан-2, який базувався у м. Рівне. Також, на початку 2021 року, військовій частині А1688, що дислокується на аеродромі Кульбакіно поблизу м. Миколаєва, рішенням Рівненського міського відділу Державної виконавчої служби Західного міжрегіонального управління міністерства юстиції, було безоплатно передано літак Ан-2, який був конфіскований, оскільки використовувався контрабандистами для перевезення сигарет. |
| Гелікоптери         |                          |                 |                                               |           | |
|                     | Ка-226                   | Росія           | санітарний гелікоптер                         | 1         | 0 на зберіганні |
|                     | Ка-27                    | СРСР            | протичовновий/пошуково-рятувальний гелікоптер | 4         | 5 на зберіганні |
|                     | Ка-29                    | СРСР            | транспортно-бойовий гелікоптер                | 1         | на зберіганні |
|                     | Мі-14ПС Мі-14ПЛМ Мі-14ПЛ | СРСР            | протичовновий/пошуково-рятувальний гелікоптер | 3         | 1 Мі-14ПС було втрачено у 2022 році в бою біля острова Зміїний |
|                     | Мі-8МСБ                  | Україна         | Багатоцільовий вертоліт                       | 4         | Пройшли капітальний ремонт та модернізацію |
|                     | Мі-2МСБ                  | Україна         | Багатоцільовий вертоліт                       | 1         | Пройшов модернізацію на ТОВ «Вінницький авіаційний завод» |
|                     | Westland Sea King HU.5   | Велика Британія | протичовновий/пошуково-рятувальний гелікоптер | 1/3       | 23 листопада 2022 року Бен Валлес анонсував передачу 3 гелікоптерів зі складу Військово-морських сил Великої Британії, зазначивши що перший гелікоптер вже було доставлено в Україну. 21 січня 2023 року Олексій Рєзніков поширив відео тренувань Військово-морських сил Збройних сил України на якому показано роботу одного гелікоптера Sea King з нанесеною українську ліврею. |
| Ударні безпілотники |                          |                 |                                               |           | |
|                     | Bayraktar TB2            | Туреччина       | Розвідувально-ударний безпілотний комплекс    | 3         | |

### Зняті з озброєння
| Зображення | Тип                    | Виробництво | Призначення                                                              | Кількість | Зауваження |
| ---------- | ---------------------- | ----------- | ------------------------------------------------------------------------ | --------- | --- |
|            | Ан-12                  | СРСР        | універсальний літак                                                      | 2         | Знаходяться на зберіганні на авіабазі Новофедорівка (Саки). |
|            | Бе-6                   | СРСР        | протичовновий гідроплан                                                  | 1         | Експонується у Державному музеї авіації України. |
|            | Іл-38                  | СРСР        | дальній протичовновий літак                                              | 2         | |
|            | Ка-25                  | СРСР        | протичовновий/пошуково-рятувальний гелікоптер                            | 28        | На зберіганні. Зняті з озброєння у 1994 році. |
|            | Мі-8МТЮ                | СРСР        | пошуково-рятувальний гелікоптер                                          | 1         | Оснащений БРЛС для виявлення апаратів що занурюються і невеликих надводних об'єктів (людей, уламків). Розроблений у ЦНПО «Ленінець». Збудований у єдиному екземплярі. Проходив випробування у Державному авіаційному науково-випробувальному центрі Збройних Сил України (смт. Кіровське). |
|            | МіГ-29                 | СРСР        | винищувач                                                                | 35        | Передані до складу ПС України. Базувались на аеродромі Бельбек. У 2014 році під час Кримської кризи у 204-й авіабригаді у боєздатному стані знаходилось всього 4 МіГ-29. |
|            | Су-25                  | СРСР        | штурмовик                                                                | 36        | Стояли на озброєнні 299-го інструкторсько-дослідницького корабельного авіаційного полку (Саки). Передані до складу ПС України у 299-ту бригаду тактичної авіації (Миколаїв). |
|            | Су-25УТГ               | СРСР        | навчально-тренувальний літак для пілотів корабельної авіації             | 5         | У 1989 році у 100 КВАП отримані 5 з 15 побудованих Су-25УТГ б/н 60, 61, 62, 63 і 64 (б/н 61 був посажений на БВПП Саки з прибраним шасі, стояло питання щодо ремонту, у результаті був списаний, розібраний на брухт), У 1992-1993 рр б/н 63, 64 були переведені у 299-й КШАП, далі у 1994 році обміняли на російські Су-25УБ зі складу 279-го КВАП. Б/н 60,62 передані на АС Кіровське, надалі були продані Україною до КНР (2007 рік) і США через Естонію (2011 рік).    |
|            | Т-10К (прототип Су-33) | СРСР        | палубний винищувач                                                       | 2         | Україна отримала 2 Т-10К (прототипи Су-33): Т-10К-3 (серійний номер 02-01) знаходився на авіабазі Новофедорівка в Саках, Т-10К-7 (серійний номер 03-02) — на аеродромі Державного авіаційного науково-випробувального центру Збройних Сил України поблизу смт. Кіровське. Один з прототипів був проданий КНР, на основі котрого надалі було створено Shenyang J-15. |
|            | Ту-16                  | СРСР        | дальній бомбардувальник                                                  | 32        | 29 Ту-16К, 3 Ту-16СПС |
|            | Ту-22                  | СРСР        | дальній розвідник літак РЕБ                                              | 12        | 7 Ту-22Р, 3 Ту-22У, 2 Ту-22ПП |
|            | Ту-22М2                | СРСР        | дальній бомбардувальник                                                  | 18        | 18 Ту-22М2 були на озброєнні 540-го інструкторсько-дослідницького морського ракетоносного авіаційного полку (авіабаза Кульбакіне). Відправлені на бази зберігання у 1994 році. |
|            | Ту-22М3                | СРСР        | дальній бомбардувальник                                                  | 20        | |
|            | Ту-134УБК              | СРСР        | навчально-тренувальний літак                                             | 1         | Знаходяться на зберіганні на авіабазі Кульбакіне в м. (Миколаєві) |
|            | Ту-142                 | СРСР        | дальній протичовновий літак                                              | 8         | До 2007 року було утилізовано 6 Ту-142, що базувались на авіабазі Кульбакіне 33-го Центру бойового застосування та перепідготовки ПС України (м. Миколаїв) і на аеродромі Державного авіаційного науково-випробувального центру ПС України поблизу смт. Кіровське. Один розібраний Ту-142 знаходиться на зберіганні на авіабазі Кульбакіне. Ту-142, як експонат музею, можливо також побачити у Державному музеї авіації України і Луганському авіаційно-технічному музеї. |
|            | Як-38М                 | СРСР        | палубний штурмовик вертикального злету та приземлення                    | н/д       | Був на озброєнні 299-го інструкторсько-дослідницького корабельного авіаційного полку (Саки). |
|            | Як-38У                 | СРСР        | палубний навчально-тренувальний літак вертикального злету та приземлення | н/д       | Був на озброєнні 299-го інструкторсько-дослідницького корабельного авіаційного полку (Саки). |

## Знаки розрізнення

Офіцерська кокарда ВМС Офіцерська кокарда ВМС
Кокарда рядового та сержантського складу ВМС Кокарда рядового та сержантського складу ВМС
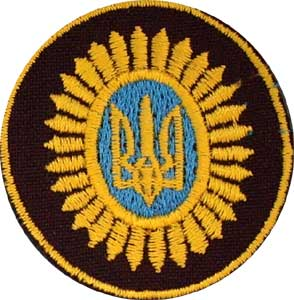
Знак ВМС на береті

## Подальший розвиток
Після окупації Криму Росією, у 2014 році Україна втратила бази морської авіації на півострові.
ВМС ЗС України готують програму переоснащення морської авіації, оновлення парку планується забезпечити за рахунок нових авіаційних комплексів морського патрулювання "Антонов", заявив командувач ВМС ЗС України віце-адмірал Сергій Гайдук:
"З озброєння буде знято застарілі протичовнові та пошуково-рятувальні літаки-амфібії Бе-12. Їх замінять універсальними патрульними транспортними літаками КБ "Антонова". "При цьому "Ани" нестимуть ракетну зброю" - зазначив він. За словами С.Гайдука, планується, що парк авіації ВМС ЗС України також буде поповнено ударними вертольотами і безпілотниками.
ДП "Антонов" нині просуває на світовий ринок перспективний авіаційний комплекс морського патрулювання Ан-148-300МП. Комплекс створюється на основі однієї з модифікацій реактивного регіонального літака нового покоління Ан-148 - Ан-148-300 з дальністю польоту - 7 тис. км. Набір озброєння залежить від вимог замовника. Військовим замовникам також добре відомий український багатоцільовий Ан-74 і його модифікації, зокрема літаки морського патрулювання Ан-74 МП з дальністю польоту - 4 тис. км. Літак складають на потужностях Харківського державного авіаційного виробничого підприємства (ХДАВП). Обидва підприємства за рішенням уряду в 2015 році увійшли до складу Держконцерну "Укроборонпром".
У липні 2021 року Військово-Морські Сили України отримали перший розвідувально-ударний безпілотний комплекс Bayraktar TB2 від турецької оборонної компанії Baykar Defence.

## Цікаві факти
- 2 квітня 2001 року, Бе-12 ВМС ЗС України взяв участь в операції з порятунку у Чорному морі трьох людей, які перебували на відстані 30 миль від берега. В умовах обмеженої видимості екіпаж майора Жданова виявив шлюпку з людьми і передав її координати на командний пункт ВМС. Рибалки, які більше доби провели у відкритому морі, були врятовані.

## Дивись також
- Повітряні сили України
- Військово-Морські Сили Збройних Сил України
- Тактична група «Крим»